# Feniseca tarquinius
Feniseca tarquinius är en fjärilsart som beskrevs av Fabricius 1793. Feniseca tarquinius ingår i släktet Feniseca och familjen juvelvingar. Inga underarter finns listade i Catalogue of Life.

## Bildgalleri

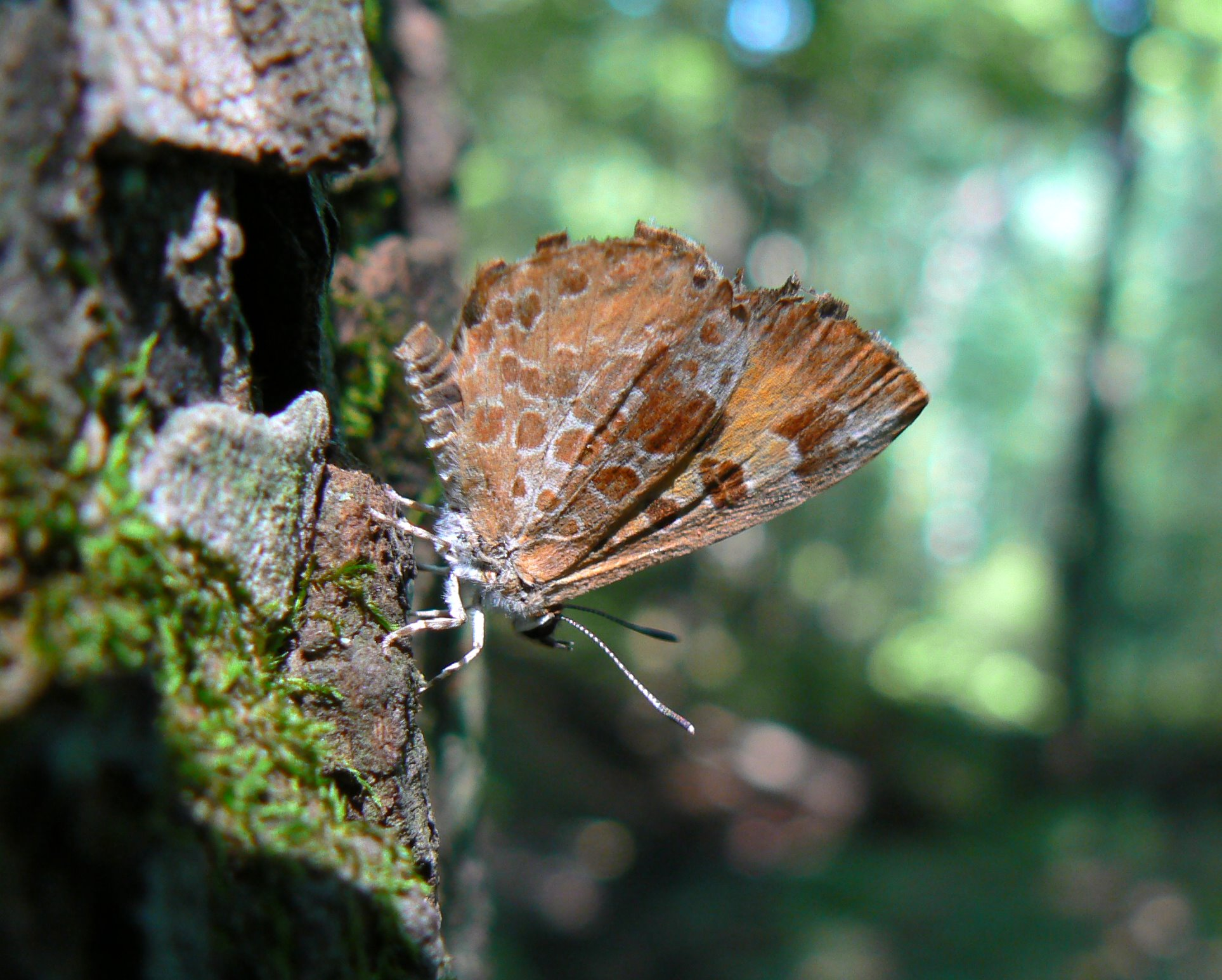